# 滋賀県公立中学校差別落書き自作自演事件
滋賀県公立中学校差別落書き自作自演事件（しがけんこうりつちゅうがっこうさべつえらくがきじさくじえんじけん）とは、1988年11月から1989年6月にかけて、滋賀県野洲郡野洲町の町立野洲中学校（現在の野洲市立野洲中学校）において行われた37件に及ぶ連続差別落書きが、後に部落解放同盟関係者の発言から同学校の教師による自作自演であることが発覚した事件である。野洲中学校連続差別事件とも呼ばれる。

## 概要
差別落書きは「エタ、アホ、死ね」などという内容で、同和地区出身の生徒の持ち物や学級日誌などに対して行われ、同和地区出身生徒の氏名を全員正確に列挙した落書きもあった。同校ではもともと「解放教育」の推進に反対者が多かったが、教育委員会や部落解放同盟は、犯人は生徒であるという前提のもとに同校での同和教育の不充分さを問題とし、これ以後「解放教育」への取り組みが強化されることとなる。
ただし、これらの差別落書きには幾つか不審な点があった。一つには、この学校には生徒1020名中、同和地区から通学する者は27名しかおらず、学校内でその生徒を特定できるものは限られていること。また、放課後生徒が帰り鍵を掛け、教師が見回りを重ねていたにもかかわらず、次の見回りまでに落書きが発見されたり、数分間だけの空白の間に職員室から学級日誌がなくなっていたりもした。

この事件は1990年6月、滋賀県の同和研修中級講座における、部落解放同盟滋賀県連教育対策部長（当時）の西義治の発言により、教師の自作自演であることが発覚した。西は
 と語っている。